# Твид, Джек
Джек Э́ндрю Твид (англ. Jack Andrew Tweed; род. 9 июня 1987 года, Уэлтам Форест, Лондон, Англия, Великобритания) — британский актёр и телевизионная персона. 

## Биография

### Ранние годы
Джек Эндрю Твид родился 9 июня 1987 года в Уэлтам Форест (Лондон, Англия, Великобритания). У него есть младший брат — Льюис Твид.

### Карьера
Джек пришёл на реалити-шоу «Big Brother» 5 января 2007 года, которое позже покинул и начал сниматься в кино. Его дебютная работа в кино роль оловянного человека из фильма «Просто рекорд» (2010).

### Личная жизнь
В 2007 году Джек начал встречаться с Джейд Гуди, на которой женился 22 февраля 2009 года, их брак продлился ровно месяц до момента смерти 27-летней Джейд от рака шайки матки 22 марта 2009 года. В 2007 году Гуди была беременна своим третьим ребёнком и первым от Твида, но в июне этого же года у неё произошёл выкидыш. Супруга Твида была похоронена 4 апреля 2009 года. «Я попросил Бога дать мне силы и вылечить моё разбитое сердце» — сказал на похоронах вдовец. «Жизнь никогда не будет той же без тебя» — добавил он. «Но когда мы будем смотреть в небо на яркие звёзды, Бобби, я и Фредди будем посылать тебе всю нашу любовь».

## Фильмография
| Год  |   | Русское название | Оригинальное название | Роль              |
| ---- | - | ---------------- | --------------------- | ----------------- |
| 2010 | ф | Прсото рекорд    | Just for the Record   | оловянный человек |